# Championnat du Japon de rugby à XV 2014-2015
Navigation
Top League
2013-2014 Top League
2015-2016
Le Championnat du Japon de rugby à XV 2014-2015 ou Top League 2014-2015 oppose les seize meilleures équipes japonaises de rugby à XV. Le championnat débute le 22 août 2014 et se termine par la finale le 1er février 2015. Il se déroule en deux temps : une première phase dite régulière en match aller où toutes les équipes se rencontrent une fois et une phase finale. Les quatre premiers de chaque groupe sont qualifiés pour le tournoi final, alors que les 4 suivants se retrouvent au sein d'une poule pour un play-off de relégation.
Cette saison s'achève sur une victoire des Panasonic Wild Knights en finale face aux Yamaha Júbilo, remportant ainsi leur quatrième titre national.

## Liste des équipes participantes
Les seize équipes sont réparties en deux poules de huit comme suit.
| Iwata Chiba Fuchū Ota Abiko Munakata Kariya Funabashi |

| Équipe          | Stade                     | Capacité | Ville     |
| --------------- | ------------------------- | -------- | --------- |
| Júbilo          | Yamaha Stadium            | -        | Iwata     |
| Shining Arcs    | NTT Grand Chiba Stadium   | -        | Chiba     |
| Brave Lupus     | Toshiba Fuchū Ground      | -        | Fuchū     |
| Wild Knights    | Sanyo Wild Knights Ground | -        | Ōta       |
| Green Rockets   | NEC Abiko Ground          | -        | Abiko     |
| Sanix Blues     | Level-5 Stadium           | -        | Munakata  |
| Shokki Shuttles | Tsukisamu Stadium         | -        | Kariya    |
| Kubota Spears   | Funabashi Ground          | -        | Funabashi |

| Kobe Fuchū Toyota Higashiōsaka Machida Fukuoka Tokyo Osaka |

| Équipe          | Stade                           | Capacité | Ville        |
| --------------- | ------------------------------- | -------- | ------------ |
| Steelers        | Nahadama Ground                 | -        | Kobe         |
| Sungoliath      | Suntory Fuchū Sport Centre      | -        | Fuchū        |
| Verblitz        | Mizuho Rugby Stadium            | -        | Toyota       |
| Liners          | Kintetsu Hanazono Rugby Stadium | -        | Higashiosaka |
| Eagles          | Stade de Sendai                 | -        | Machida      |
| West Red Sparks | Sawayaka Sports Park            | -        | Fukuoka      |
| Black Rams      | Ricoh Kinuta Ground             | -        | Setagaya     |
| Red Hurricanes  | Hanazono                        | -        | Osaka        |

## Phase régulière

### Poule A

#### Classement
| Rang | Club             | J | V | N | D | Bo | Bd | Pm  | Pe  | Diff | Pts |
| ---- | ---------------- | - | - | - | - | -- | -- | --- | --- | ---- | --- |
| 1    | Wild Knights (T) | 7 | 6 | 0 | 1 | 5  | 0  | 308 | 116 | +192 | 29  |
| 2    | Brave Lupus      | 7 | 5 | 0 | 2 | 4  | 2  | 218 | 141 | +77  | 26  |
| 3    | Júbilo           | 7 | 4 | 1 | 2 | 5  | 2  | 227 | 113 | +114 | 25  |
| 4    | Shining Arcs     | 7 | 4 | 0 | 3 | 3  | 2  | 172 | 169 | +3   | 21  |
| 5    | Spears           | 7 | 3 | 1 | 3 | 3  | 1  | 171 | 201 | -30  | 18  |
| 6    | Green Rockets    | 7 | 2 | 0 | 5 | 3  | 3  | 194 | 233 | -39  | 14  |
| 7    | Toyota Shuttles  | 7 | 2 | 0 | 5 | 1  | 0  | 123 | 249 | -126 | 9   |
| 8    | Sanix Blues (P)  | 7 | 1 | 0 | 6 | 2  | 0  | 129 | 320 | -191 | 6   |

|  | Qualifiés pour la phase finale (no 1, no 2, no 3, no 4).        |
|  | Qualifiés pour le play-off relégation (no 5, no 6, no 7, no 8). |
|  | T : tenant du titre 2013-2014                                   |

Attribution des points : victoire sur tapis vert : 5, victoire : 4, match nul : 2, défaite : 0, forfait : -2 ; plus les bonus (offensif : 4 essais marqués ; défensif : défaite par 7 points d'écart ou moins).
Règles de classement : ?

#### Tableau synthétique des résultats
L'équipe qui reçoit est indiquée dans la colonne de gauche.
| Clubs           | JUB   | SHI   | BRA   | WIL   | GRE   | SAN   | SHO   | KUB   |
| --------------- | ----- | ----- | ----- | ----- | ----- | ----- | ----- | ----- |
| Júbilo          |       |       | 19-14 | 9-14  |       |       | 38-9  |       |
| Shining Arcs    | 29-26 |       |       |       | 32-31 | 25-11 | 30-6  |       |
| Brave Lupus     |       | 23-16 |       |       | 30-26 |       |       | 18-23 |
| Wild Knights    |       | 43-13 | 26-39 |       |       | 80-7  |       | 47-22 |
| Green Rockets   | 7-55  |       |       | 21-44 |       |       | 54-33 | 24-3  |
| Sanix Blues     | 12-52 |       | 21-59 |       | 36-31 |       |       |       |
| Shokki Shuttles |       |       | 10-35 | 5-54  |       | 31-14 |       |       |
| Kubota Spears   | 28-28 | 29-27 |       |       |       | 42-28 | 24-29 |       |

|  | Victoire à domicile |  | Match nul |  | Défaite à domicile |

### Poule B

#### Classement
| Rang | Club           | J | V | N | D | Bo | Bd | Pm  | Pe  | Diff | Pts |
| ---- | -------------- | - | - | - | - | -- | -- | --- | --- | ---- | --- |
| 1    | Kobe Steelers  | 7 | 6 | 1 | 0 | 3  | 0  | 182 | 106 | +76  | 29  |
| 2    | Sungoliath     | 7 | 6 | 0 | 1 | 3  | 1  | 202 | 137 | +65  | 28  |
| 3    | Eagles         | 7 | 4 | 0 | 3 | 4  | 3  | 184 | 142 | +42  | 23  |
| 4    | Verblitz       | 7 | 4 | 1 | 2 | 2  | 2  | 157 | 145 | +12  | 22  |
| 5    | Liners         | 7 | 4 | 0 | 3 | 4  | 2  | 182 | 178 | +4   | 22  |
| 6    | Black Rams     | 7 | 2 | 0 | 5 | 3  | 3  | 183 | 160 | +23  | 14  |
| 7    | Red Sparks     | 7 | 1 | 0 | 6 | 0  | 2  | 90  | 210 | -120 | 6   |
| 8    | Red Hurricanes | 7 | 0 | 0 | 7 | 2  | 3  | 117 | 219 | -102 | 5   |

|  | Qualifiés pour la phase finale (no 1, no 2, no 3, no 4).        |
|  | Qualifiés pour le play-off relégation (no 5, no 6, no 7, no 8). |

Attribution des points : victoire sur tapis vert : 5, victoire : 4, match nul : 2, défaite : 0, forfait : -2 ; plus les bonus (offensif : 4 essais marqués ; défensif : défaite par 7 points d'écart ou moins).
Règles de classement : ?

#### Tableau synthétique des résultats
L'équipe qui reçoit est indiquée dans la colonne de gauche.
| Clubs           | STE   | SUN   | VER   | LIN   | EAG   | WES   | BLA   | RED   |
| --------------- | ----- | ----- | ----- | ----- | ----- | ----- | ----- | ----- |
| Steelers        |       |       | 24-24 | 26-3  | 17-14 |       | 19-17 |       |
| Sungoliath      | 22-29 |       |       |       | 20-17 |       | 38-26 | 61-12 |
| Verblitz        |       | 10-13 |       | 31-38 | 23-16 |       |       |       |
| Liners          |       | 30-31 |       |       |       | 31-14 | 28-23 |       |
| Eagles          |       |       |       | 36-31 |       | 44-20 | 33-21 | 24-10 |
| West Red Sparks | 0-31  | 13-17 | 23-25 |       |       |       |       | 15-9  |
| Black Rams      |       |       | 12-13 |       |       | 53-5  |       | 31-24 |
| Red Hurricanes  | 26-36 |       | 19-31 | 17-21 |       |       |       |       |

|  | Victoire à domicile |  | Match nul |  | Défaite à domicile |

## Phase finale

### Classement
Selon le classement des équipes lors de la première phase, celles-ci commencent le tour final avec un certain nombre de points : les équipes classées premières ont 4 points, les deuxièmes 3 points, les troisièmes 2 points et les quatrièmes 1 point.
| Rang | Club          | J | V | N | D | Bo | Bd | Pm  | Pe  | Diff | Pts |
| ---- | ------------- | - | - | - | - | -- | -- | --- | --- | ---- | --- |
| 1    | Kobe Steelers | 7 | 5 | 0 | 2 | 4  | 1  | 242 | 113 | +129 | 29  |
| 2    | Wild Knights  | 7 | 5 | 0 | 2 | 5  | 0  | 218 | 131 | +87  | 29  |
| 3    | Brave Lupus   | 7 | 5 | 0 | 2 | 4  | 1  | 213 | 147 | +66  | 28  |
| 4    | Júbilo        | 7 | 5 | 0 | 2 | 4  | 1  | 165 | 134 | +31  | 27  |
| 5    | Sungoliath    | 7 | 5 | 0 | 2 | 3  | 0  | 171 | 157 | +14  | 26  |
| 6    | Verblitz      | 7 | 2 | 0 | 5 | 2  | 0  | 126 | 198 | -72  | 11  |
| 7    | Eagles        | 7 | 1 | 0 | 6 | 1  | 1  | 116 | 224 | -108 | 8   |
| 8    | Shining Arcs  | 7 | 0 | 0 | 7 | 0  | 1  | 99  | 246 | -147 | 2   |

|  | Qualifiés pour les demi-finales et le All-Japan Championshhip (no 1, no 2, no 3, no 4). |
|  | Qualifiés pour le tournoi Wild Card (no 5, no 6, no 7, no 8).                           |
|  | T : tenant du titre 2012-2013                                                           |

Attribution des points : victoire sur tapis vert : 5, victoire : 4, match nul : 2, défaite : 0, forfait : -2 ; plus les bonus (offensif : 4 essais marqués ; défensif : défaite par 7 points d'écart ou moins).
Règles de classement : ?

### Phase finale
Les quatre premiers de la phase régulière sont qualifiés pour les demi-finales : l'équipe classée première affronte celle classée quatrième alors que la seconde affronte la troisième.
|  | Demi-finales     | Demi-finales    |        |    | Finale           | Finale           |
|  | Demi-finales     | Demi-finales    |        |    | Finale           | Finale           |
|  |                  |                 |        |    |                  |                  |
|  | 24 janvier 2015  | 24 janvier 2015 |        |    | 1er février 2015 | 1er février 2015 |
|  | 24 janvier 2015  | 24 janvier 2015 |        |    | 1er février 2015 | 1er février 2015 |
|  | [1] Steelers     | 12              |        |    | 1er février 2015 | 1er février 2015 |
|  | [1] Steelers     | 12              |        |    | 1er février 2015 | 1er février 2015 |
|  | [4] Júbilo       | 41              |        |    | 1er février 2015 | 1er février 2015 |
|  | [4] Júbilo       | 41              | Júbilo | 12 |                  |                  |
|  | 25 janvier 2015  |                 | Júbilo | 12 |                  |                  |
|  |                  | Wild Knights    | 30     |    |                  |                  |
|  | [2] Wild Knights | Wild Knights    | 30     | 50 |                  |                  |
|  | [2] Wild Knights |                 |        | 50 |                  |                  |
|  | [3] Brave Lupus  | 15              |        |    |                  |                  |
|  | [3] Brave Lupus  | 15              |        |    |                  |                  |

#### Tableau synthétique des résultats
L'équipe qui reçoit est indiquée dans la colonne de gauche.
| Clubs        | BRA   | WIL   | JUB   | STE   | SUN   | VER   | EAG   | SHI   |
| ------------ | ----- | ----- | ----- | ----- | ----- | ----- | ----- | ----- |
| Brave Lupus  |       | 33-13 | 28-29 |       |       |       |       | 31-14 |
| Wild Knights |       |       |       | 29-27 | 45-8  |       | 38-13 |       |
| Júbilo       |       | 26-18 |       |       |       | 26-10 |       | 26-9  |
| Steelers     | 20-30 |       | 40-10 |       | 20-10 | 34-7  |       | 54-19 |
| Sungoliath   | 32-16 |       | 16-12 |       |       |       | 47-28 |       |
| Verblitz     | 29-44 | 10-30 |       |       | 19-40 |       |       | 37-15 |
| Eagles       | 10-31 |       | 13-36 | 8-47  |       | 9-14  |       |       |
| Shining Arcs |       | 14-45 |       |       | 17-18 |       | 11-35 |       |

|  | Victoire à domicile |  | Match nul |  | Défaite à domicile |

#### Demi-finales
| 24 janvier 2015 | Steelers | 12 - 41 | Júbilo |  |
| 24 janvier 2015 |          |         |        |  |
| 24 janvier 2015 |          |         |        |  |

| 25 janvier 2015 | Wild Knights | 50 - 15 | Brave Lupus |  |
| 25 janvier 2015 |              |         |             |  |
| 25 janvier 2015 |              |         |             |  |

#### Finale
| 1er février 2015 | Júbilo                                                                  | 12 - 30 (12 - 23) | Wild Knights | Chichibunomiya Stadium, Tokyo 16 304 spectateurs Arbitre : A. Aso |
| 1er février 2015 | Essai(s) : Horie (8e), Nakazano (33e) Transformation(s) : Goromaru (9e) |                   | Essai(s) : Kitagawa 2 (11e, 76e), Barnes (22e), Yamada (28e) Transformation(s) : Barnes (29e), Miwa (77e) Pénalité(s) : Barnes 2 (3e, 39e) | Chichibunomiya Stadium, Tokyo 16 304 spectateurs Arbitre : A. Aso |
| 1er février 2015 |                                                                         |                   | | Chichibunomiya Stadium, Tokyo 16 304 spectateurs Arbitre : A. Aso |

## Play-off relégation

### Classement
Selon le classement des équipes lors de la première phase, celles-ci commencent le tour final avec un certain nombre de points : les équipes classées premières ont 4 points, les deuxièmes 3 points, les troisièmes 2 points et les quatrièmes 1 point.
| Rang | Club            | J | V | N | D | Bo | Bd | Pm  | Pe  | Diff | Pts |
| ---- | --------------- | - | - | - | - | -- | -- | --- | --- | ---- | --- |
| 1    | Black Rams      | 7 | 6 | 0 | 1 | 4  | 1  | 199 | 102 | +97  | 32  |
| 2    | Green Rockets   | 7 | 5 | 0 | 2 | 3  | 1  | 148 | 114 | +34  | 27  |
| 3    | Red Hurricanes  | 7 | 5 | 0 | 2 | 4  | 1  | 235 | 166 | +69  | 26  |
| 4    | Liners          | 7 | 4 | 0 | 3 | 4  | 1  | 167 | 168 | -1   | 25  |
| 5    | Spears          | 7 | 4 | 0 | 3 | 2  | 2  | 151 | 127 | +24  | 24  |
| 6    | Red Sparks      | 7 | 2 | 0 | 5 | 4  | 1  | 143 | 194 | -51  | 15  |
| 7    | Toyota Shuttles | 7 | 1 | 0 | 6 | 1  | 1  | 110 | 193 | -83  | 8   |
| 8    | Sanix Blues     | 7 | 1 | 0 | 6 | 2  | 1  | 147 | 236 | -89  | 8   |

|  | Qualifiés pour le tournoi Wild Card (no 1, no 2, no 3, no 4). |
|  | Qualifiés pour le play-out (no 5, no 6, no 7).                |
|  | Relégué (no 8).                                               |

Attribution des points : victoire sur tapis vert : 5, victoire : 4, match nul : 2, défaite : 0, forfait : -2 ; plus les bonus (offensif : 4 essais marqués ; défensif : défaite par 7 points d'écart ou moins).
Règles de classement : ?

### TournoiWild Card

#### Demi-finales
| 24 janvier 2015 | Shining Arcs | 12 – 16 | Black Rams |  |
| 24 janvier 2015 |              |         |            |  |
| 24 janvier 2015 |              |         |            |  |

| 24 janvier 2015 | Sungoliath | 24 - 16 | Liners |  |
| 24 janvier 2015 |            |         |        |  |
| 24 janvier 2015 |            |         |        |  |

| 25 janvier 2015 | Eagles | 10 – 14 | Green Rockets |  |
| 25 janvier 2015 |        |         |               |  |
| 25 janvier 2015 |        |         |               |  |

| 25 janvier 2015 | Verblitz | 27 – 36 | Red Hurricanes |  |
| 25 janvier 2015 |          |         |                |  |
| 25 janvier 2015 |          |         |                |  |

#### Finales
| 31 janvier 2015 | Black Rams | 14 – 42 | Sungoliath |  |
| 31 janvier 2015 |            |         |            |  |
| 31 janvier 2015 |            |         |            |  |

| 31 janvier 2015 | Green Rockets | 33 – 10 | Red Hurricanes |  |
| 31 janvier 2015 |               |         |                |  |
| 31 janvier 2015 |               |         |                |  |

### Play-out
| 14 février 2015 | Kubota Spears | 34 – 5 | Kamaishi Sea Waves |  |
| 14 février 2015 |               |        |                    |  |
| 14 février 2015 |               |        |                    |  |

| 14 février 2015 | West Red Sparks | 53 – 8 | Voltex |  |
| 14 février 2015 |                 |        |        |  |
| 14 février 2015 |                 |        |        |  |

| 14 février 2015 | Shokki Shuttles | 53 – 7 | Mitsubishi Dynaboars |  |
| 14 février 2015 |                 |        |                      |  |
| 14 février 2015 |                 |        |                      |  |